# Red Bluff
Red Bluff, fundada en 1876 es una ciudad y sede de condado del condado de Tehama en el estado estadounidense de California. En el año 2000 tenía una población de 13 147 habitantes y una densidad poblacional de 671 personas por km². Se encuentra sobre la orilla derecha del curso alto del río Sacramento, el principal río del norte del estado.

## Geografía

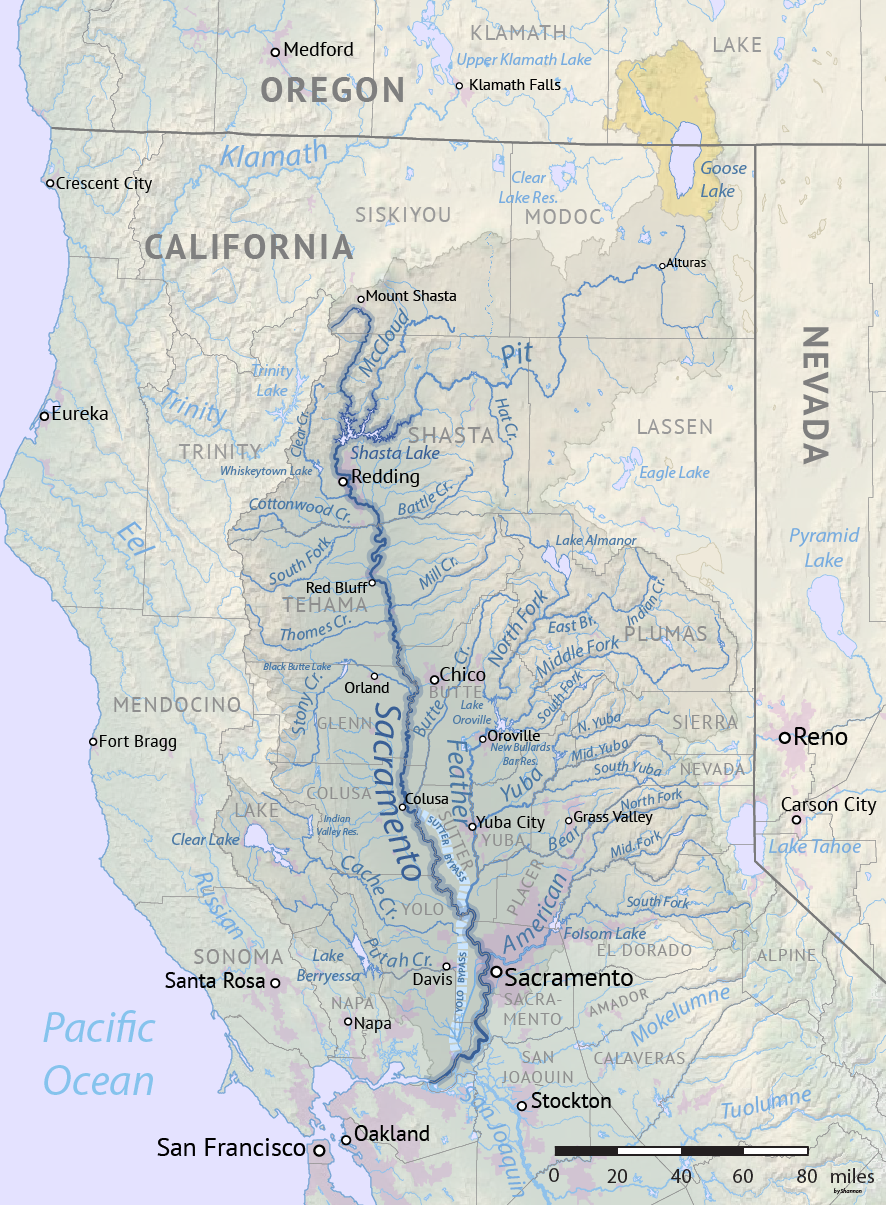
Mapa de la cuenca del río Sacramento donde aparece la ciudad de Red Bluff, en el curso medio-alto del río

Red Bluff se encuentra ubicada en las coordenadas 40°10′36″N 122°14′17″O / 40.17667, -122.23806. Según la Oficina del Censo, la ciudad tiene un área total de 19,6 km² (7,6 mi²), de la cual 19,3 km² (7,5 mi²) es tierra y 0,3 km² (0,1 mi²) (1.59%) es agua.

## Demografía
Según la Oficina del Censo en 2000 los ingresos medios por hogar en la localidad eran de $27,029, y los ingresos medios por familia eran $32,799. Los hombres tenían unos ingresos medios de $26,807 frente a los $21,048 para las mujeres. La renta per cápita para la localidad era de $14,060. Alrededor del 21.1% de la población estaban por debajo del umbral de pobreza.